# Wringin Agung (Gambiran)
Wringin Agung is een bestuurslaag in het regentschap Banyuwangi van de provincie Oost-Java, Indonesië. Wringin Agung telt 7021 inwoners (volkstelling 2010).